# Ночь триффидов
«Ночь триффидов» (англ. The Night of the Triffids) — научно-фантастический роман Саймона Кларка, изданный в 2001 году, который является продолжением книги Джона Уиндема «День триффидов». Кларка хвалили за успешное подражание стилю Уиндэма, но большинство рецензентов не оценило его творение так же высоко, как оригинальную работу 1951 года. Книга Кларка написана в первом лице от имени Дэвида Мэсена, сына главного героя книги Уиндема.

## Сюжет
История начинается на острове Уайт, спустя 25 лет после событий от Дня Триффидов. Экономика острова процветала за счет обработки и перегонки масла Триффидов в топливо.
Однажды утром происходит солнечное затмение: триффиды ещё раз осаждают остров. Пилот Дэвид Мэсен (сын Билла и Джозеллы Мэсена из Дня Триффидов) летит к острову, чтобы исследовать причину затемнения; однако, даже после того, как он поднял свой самолёт в атмосферу настолько высоко, насколько это возможно, он обнаружил, что нет конца абсолютной темноте.
Дэвид теряет связь с контрольной башней и вынужден совершить экстренную посадку на плавучем острове, населенном триффидами. Там он встречает девочку Кристину, которая выжила сама по себе в дикой природе, так как она была маленьким ребёнком, прежде всего потому, что она невосприимчива к укусам триффидов. Пара спасена американским кораблем, который доставляет их на остров Манхэттен в Нью-Йорке.
Манхэттен, безопасное и самодостаточное сообщество, подобное тому, что было на острове Уайт, на первый взгляд героям кажется утопией, нетронутой бедой, связанной с нашествием триффидов. Дэвид быстро влюбляется в своего гида, Керрис Бадеккер, которая является одной из сотен дочерей генерала Филдинга, главного правителя города. Дэвид рассказывает генералу Филдингу, что на острове Уайт есть большой парк самолётов. Используя масло триффидов для топлива, можно лететь на самолёте намного дальше, чем до парка Манхэттен.
Незадолго до того, как Дэвид отправится домой на остров Уайт, его похищает повстанческая группа, известная как «Форресты». Тем не менее, Дэвид переходит на их сторону, когда всплывает информация, что Филдинг на самом деле является страшным диктатором по имени Торренс, старым врагом отца Давида, и что он удерживает Манхэттен процветающим, используя черных и слепых граждан в качестве рабов, без ведома остальной части Населения. "Форресты" рассказывают, что Торренс планирует напасть на остров Уайт, чтобы украсть их оборудование для переработки нефти, и что он намеревается создать расу солдат, иммунных к яду триффидов, используя яичники Кристины и имплантацией их во всех жизнеспособных женщин в Манхэттене.
Чтобы спасти Кристину и Керрис из штаб-квартиры Торренса в Эмпайр-стейт-билдинг, "форресты" натравили тысячи триффидов в город, некоторые из них были гигантскими, по шестьдесят футов в высоту. К сожалению, Торренс и его охранники сумели отбить атаки и захватить Дэвида и его группу. Тем не менее, Торренс проигрывает, когда тысячи рабов прибывают, освобождаются из своих рабовладельческих лагерей во время обманной атаки и убеждают солдат убить диктатора.
В конце рассказа выясняется, что большое затмение было вызвано межзвездной пылью, и что, несмотря на то, что оно продолжает наносить ущерб глобальному климату, люди продолжают жить. Также выясняется, что 25 процентов населения невосприимчивы к яду триффидов из-за неоднократного воздействия небольшого количества яда растения и при потреблении триффидов в виде еды.

## Награды
- Британская премия фэнтези (2002)[3]